# Orthetrum coerulescens
Orthétrum bleuissant
Espèce
Statut de conservation UICN

 LC  : Préoccupation mineure
Orthetrum coerulescens, ou Orthétrum bleuissant, est une espèce de libellules eurasiatiques de la famille des libellulidés.

## Description

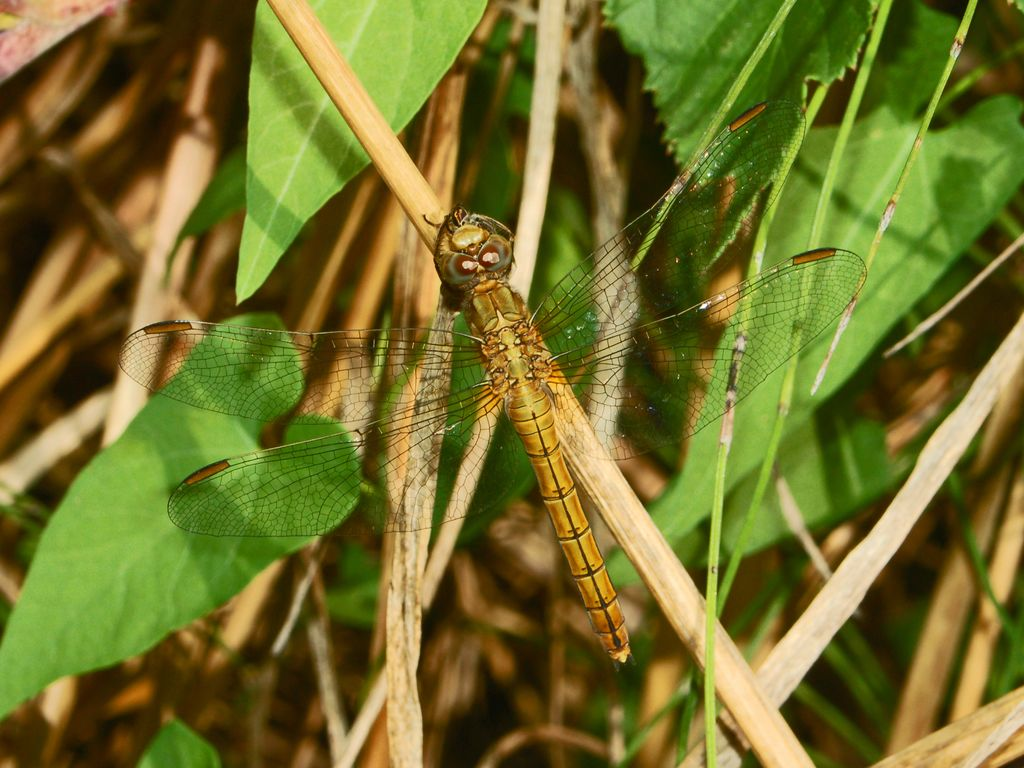
Orthetrum coerulescens femelle.

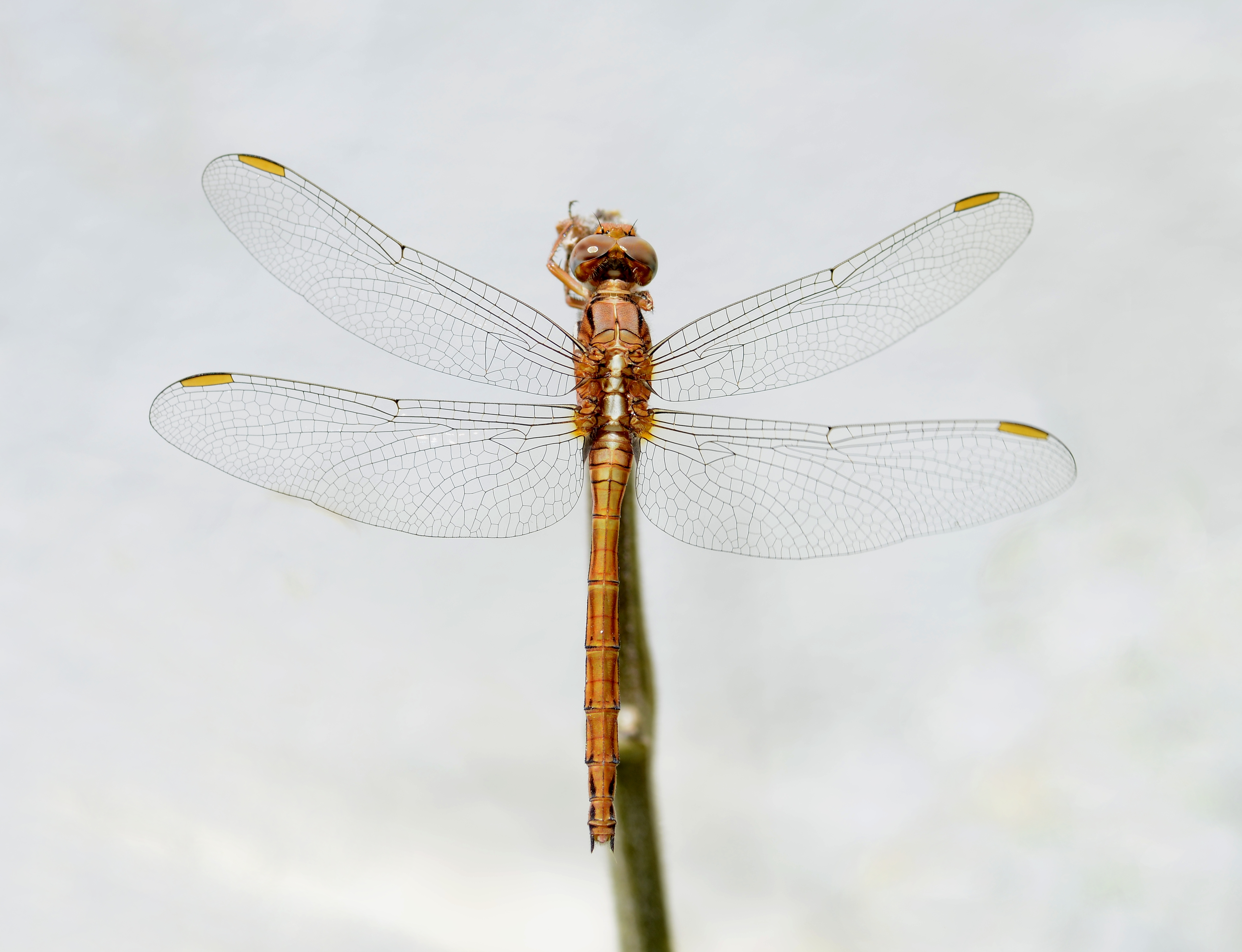
Autre femelle.

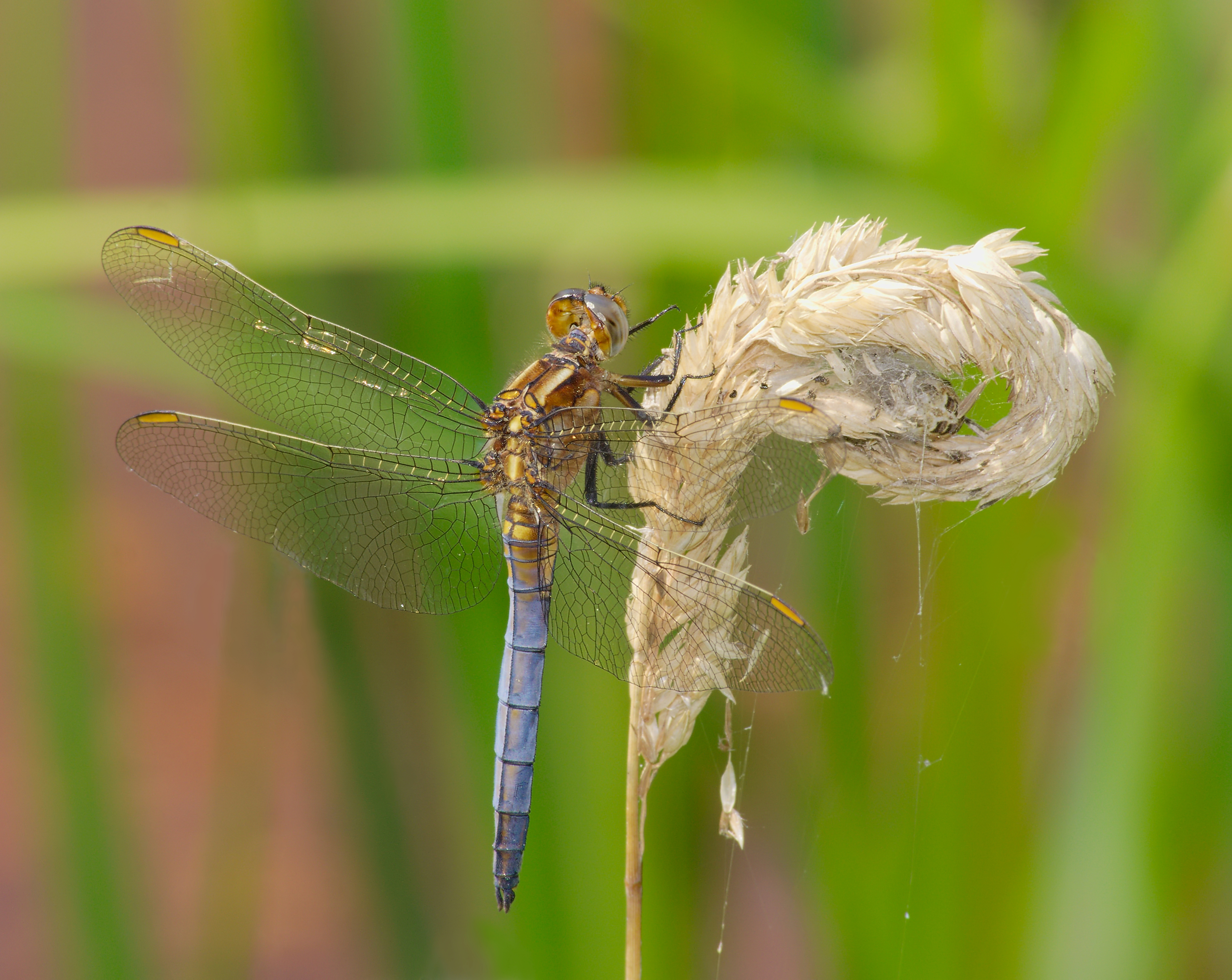
Orthetrum coerulescens mâle.

Long de 36 à 45 mm, cet Orthétrum est plus petit et plus étroit que Orthetrum cancellatum, l'Orthétrum réticulé et, contrairement à ce dernier, le mâle ne présente pas de couleur noire à l'extrémité de l'abdomen. Tous les imagos montrent à chaque aile un pterostigma long d'environ 4 mm, jaune-brun, une fine ligne médiane foncée à la face dorsale de l'abdomen flanquée de petites lignes transversales aux raccords des articles successifs, souvent deux bandes antéhumérales jaunes sur le thorax. Les femelles et les jeunes mâles sont brun-jaunâtre, parfois dorés, avec les mêmes ornementations foncées au dos de l'abdomen, les ailes hyalines avec parfois un peu de jaune à leur base.

## Distribution
Répandue autour de la Méditerranée, en Europe centrale, cette libellule devient plus rare et localisée en Europe du Nord, notamment dans les Îles Britanniques et dans le sud de la Scandinavie. Elle est présente dans toute la France métropolitaine (sauf nord-ouest et altitudes alpines - partout selon l'INPN) et en Corse, mais moins abondante globalement que l'Orthétrum réticulé. Une sous-espèce s'étend jusqu'en Inde.

## Statuts de protection, menaces
L'espèce n'est pas considérée comme étant menacée en France. Elle est classée Espèce de préoccupation mineure (LC) par l'UICN.

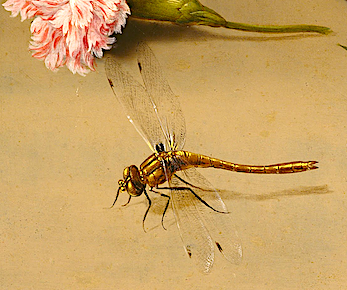
Orthetrum coerulescens femelle peinte en 1614 par Ambroise Bosschaert.

## Biologie
Visibles de juin à novembre (selon la localisation), appréciant les endroits ensoleillés, les imagos femelles se posent volontiers sur la végétation, plus rarement sur le sol contrairement aux mâles. Les larves se développent dans des eaux courantes (ruisseaux) ou stagnantes (étangs, tourbières).

## Dans la culture
Une femelle Orthetrum coerulescens figure sur un tableau de 1614 d'Ambroise Bosschaert intitulé Nature morte aux fleurs.